# ムーリ＝ザン＝メドック
ムーリ＝ザン＝メドック(Moulis-en-Médoc)は、フランス南西部ヌーヴェル＝アキテーヌ地域圏ジロンド県のコミューン。

## 地理
ボルドーの北西約15km、マルゴーの西隣に位置する。

## ワイン
メドク地区に6つ有る村名AOCのひとつ、ムーリ＝ザン＝メドックを生産している。

## 人口統計
| 1962年 | 1968年 | 1975年 | 1982年 | 1990年 | 1999年 | 2006年 |
| ------ | ------ | ------ | ------ | ------ | ------ | ------ |
| 911    | 972    | 1016   | 1208   | 1326   | 1366   | 1596   |

参照元:INSEE